# ديرينغ ديفيس
ديرينغ ديفيس (بالإنجليزية: Deering Davis)‏ هو لاعب البولو ومصمم أمريكي، ولد في 9 مارس 1897، وتوفي في 1965.